# Helldivers
Helldivers es un juego de disparos de perspectiva cenital desarrollado por Arrowhead Game Studios y publicado por Sony Computer Entertainment. El juego fue lanzado para PlayStation 3, PlayStation 4 y PlayStation Vita con cross-play, el 3 de marzo de 2015 en Norteamérica y el 4 de marzo de 2015 en Europa, respectivamente. También se lanzó una versión para Microsoft Windows a través de Steam el 7 de diciembre de 2015, convirtiéndose en el primer juego que Sony lanzó en PC. Cuenta con cooperativo de sofá y online, hasta cuatro jugadores. Helldivers se inspira en la ciencia ficción militar como Aliens y Starship Troopers. Aunque es posible jugar en solitario, a menudo resulta beneficioso hacerlo en cooperativo, ya que permite a los jugadores distribuir los requisitos de forma eficaz. Sin embargo, esto conlleva sus propios riesgos, sobre todo el fuego amigo.

## Juego
En Helldivers, el jugador debe coordinar sus acciones durante el caótico combate para completar los objetivos y evitar las bajas por fuego amigo. El juego enfrenta al jugador a tres especies enemigas diferentes y le asigna la tarea de garantizar la supervivencia de la Supertierra. El juego se desarrolla en misiones generadas procedimentalmente en las que los jugadores deben cumplir una serie de objetivos. Al comienzo de cada misión, el jugador puede elegir su equipamiento y sus posiciones de despliegue, así como utilizar la mecánica de estratagema única del juego para asistir a las opciones adicionales que mejor se adapten al mapa o al estilo de juego preferido por el jugador. Por ejemplo, el jugador puede elegir estratagemas que se centran en proporcionar potencia de fuego o movilidad adicional, o darse a sí mismo habilidades de apoyo como llamar a un ataque aéreo en partes del mapa. 
El juego presenta una única opción de dificultad, aunque el jugador puede elegir un planeta difícil o fácil para sus misiones. Esto ha cambiado a lo largo del desarrollo. 
En cada misión, el jugador debe luchar o escabullirse a través del territorio controlado por el enemigo para completar los objetivos dados, y luego escapar a través de una nave de transporte. Es posible fallar algunos de los objetivos dados sin perder inmediatamente. A menudo resulta beneficioso para el jugador evitar el combate directo si es posible, ya que el enemigo tiene refuerzos infinitos, y no hay recompensas en el juego por simplemente matar a los enemigos. 
El juego mantiene muchas de las mecánicas habituales del género, como la niebla de guerra y un mapa que muestra los enemigos que el jugador puede ver en ese momento. El enemigo patrullará su territorio, impidiendo el intento del jugador de completar los objetivos marcados. Las unidades enemigas que entren en contacto con el jugador(es) intentarán dar la alarma, lo que provocará continuas oleadas de refuerzos enemigos mientras la alarma permanezca activa. El jugador puede prevenir una alarma evitando las patrullas enemigas si es posible, y puede cancelar una derrotando a todas las unidades que estén al tanto del jugador o huyendo de la zona.
Una vez que todos los objetivos de la misión se han completado con éxito o han fracasado, el jugador debe llamar a una nave de transporte y escapar con todas sus unidades restantes. Esto tarda 90 segundos y atrae la atención del enemigo a la zona de aterrizaje, lo que da lugar a intensos combates. Al entrar en la nave de desembarco se completa la misión. 

### Multijugador
Al igual que en el anterior título de Arrowhead Game Studios, el fuego amigo de Magicka, la capacidad de dañar a los compañeros de equipo, está siempre activado, y no hay forma de desactivar la función. Esto incluye las armas personales de los jugadores, así como otras fuentes menos directas, como el apoyo aéreo y las torretas desplegadas. Los envíos de suministros o el despliegue de vehículos también pueden aplastar a los aliados. Esto obliga a los jugadores a planificar cuidadosamente sus acciones durante las numerosas y caóticas secuencias de combate del juego, o a tomar medidas preventivas para mitigar estos riesgos, como mejorar las torretas para que dejen de disparar cuando las unidades del jugador entren en la línea de fuego o elegir armas que disparen sobre los aliados.
Sin embargo, hay beneficios tangibles en el multijugador, ya que los compañeros de equipo pueden ayudar a una unidad derribada a recuperarse, así como proporcionar curación o munición. Varias armas pesadas vienen con una mochila que permite a un segundo jugador ayudar a recargar, y algunos recursos se pueden poner en común para que el grupo tenga acceso a ellos. En el juego en línea, incluso es posible permitir que jugadores aleatorios se unan a una misión en curso, aunque esta característica puede desactivarse si se desea.

## Trama
El universo distópico de Helldivers tiene a la humanidad gobernada por una "democracia gestionada", una mejora de la democracia contemporánea en la que el resultado de las elecciones es más predecible. La democracia mejorada se ha convertido en algo más que una forma de elegir un gobierno, se ha convertido en un credo por el que luchan los habitantes de la Supertierra, a los que se les ha lavado el cerebro, sin reconocer del todo lo que significa.
Súper Tierra, la ficticia Tierra futurista, está acosada por todos lados por tres razas enemigas hostiles (los Bichos, los Ciborgs y los Iluminados) que, según el gobierno, de una forma u otra deben ser sometidas. Y aunque los Helldivers son una unidad de combate pura, a menudo se les encarga la recuperación de tecnología, la activación de bombas de petróleo u otras actividades que el gobierno considera importantes para preservar la libertad y el "modo de vida" de la Tierra.

## Recepción
El juego recibió en general críticas favorables por parte de los críticos. Actualmente tiene un 84% en Metacritic.
IGN jugó a la versión de demostración de Helldivers en la Gamescom de 2013, y la reseñó positivamente. Game Informer también calificó positivamente la demo, comentando que "no es fácil, pero este retroceso a los shooters top down clásicos sigue siendo un buen momento."
El crítico de GameSpot, Cameron Woolsey, dio al juego un 8/10. Señaló que el juego tiene "una acción cooperativa fantástica", pero que "faltan las misiones y la historia".
IGN le otorgó un 9,0 sobre 10, diciendo: "Brutal, centrado y rico en mecánicas, Helldivers es una de las mejores experiencias de acción cooperativa que puedes tener."
En una serie web basada en la revisión de Previously Recorded, Rich Evans describió el juego como "stratem-up":
 
Helldivers fue nominado a la "Mejor Acción" y ganó el "Mejor Juego de Mano del Año" en los Premios D.I.C.E. 2016 celebrados por la Academy of Interactive Arts & Sciences.